# Goldblattkreuz

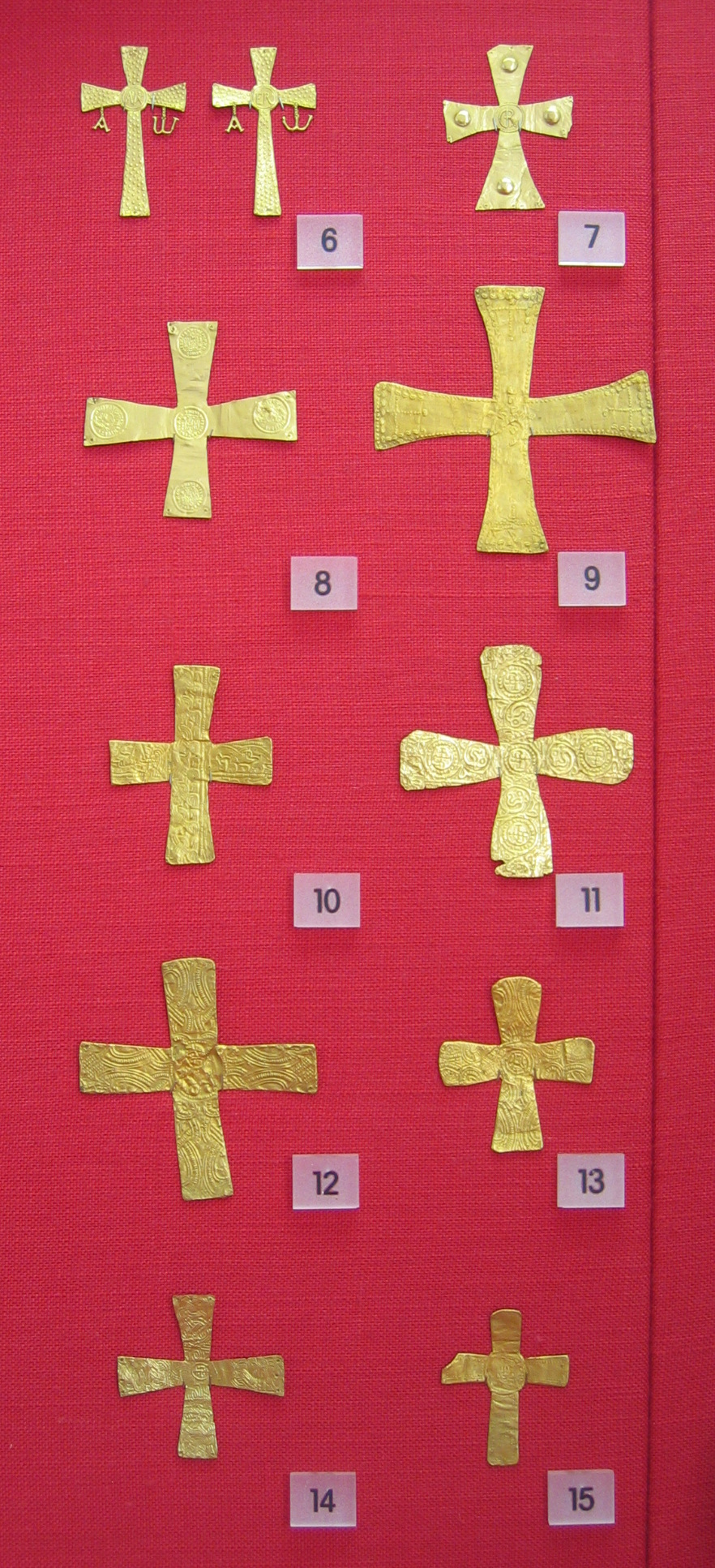
Goldblattkreuze aus verschiedenen langobardischen Gräberfeldern in Italien

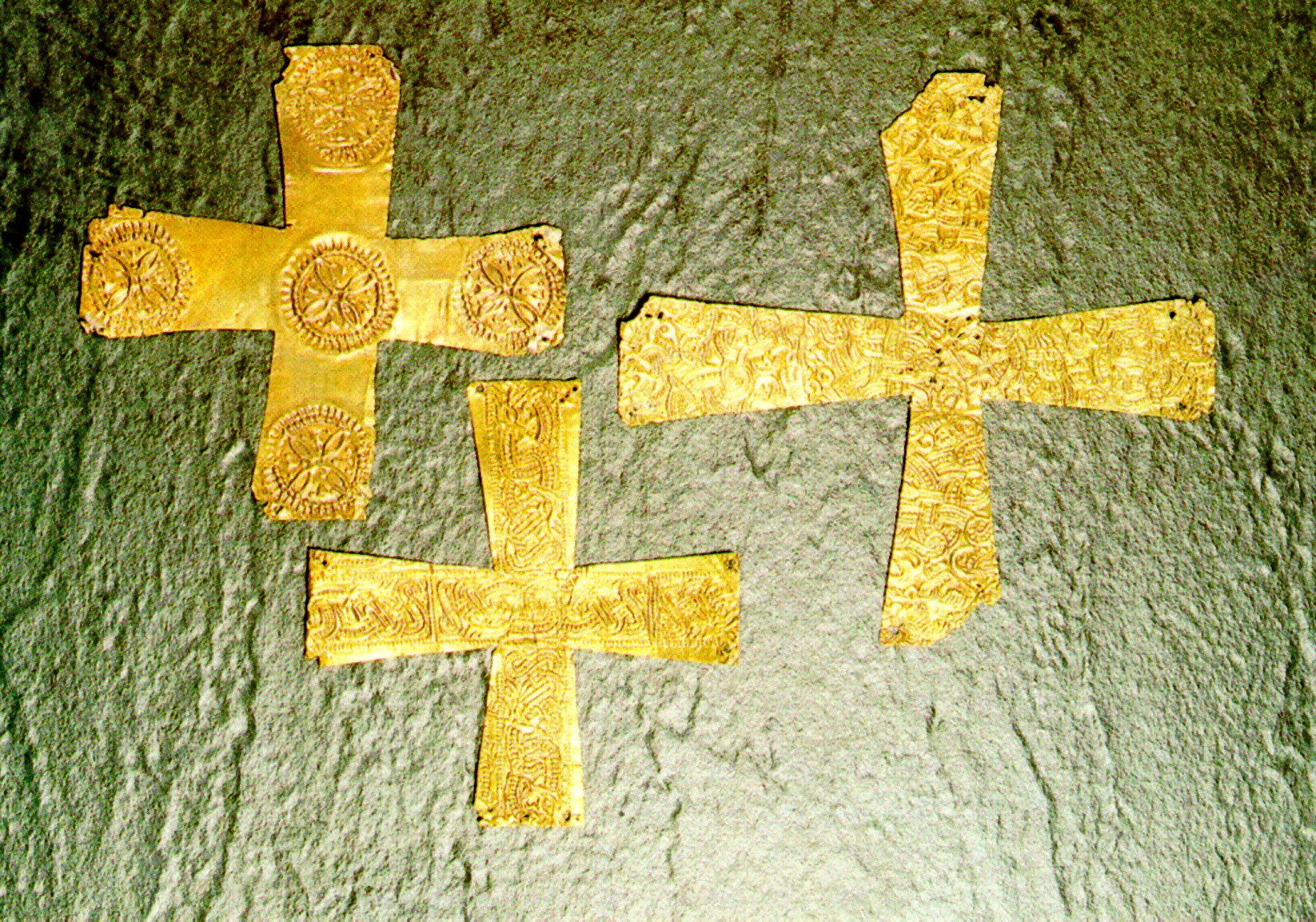
Langobardische Goldblattkreuze im archäologischen Museum von Bergamo

Als Goldblattkreuze (auch: Folienkreuze) werden aus sehr dünnem Goldblech gefertigte Kreuze bezeichnet, die vom 6. bis zum frühen 8. Jahrhundert als frühchristliche Grabbeigabe bei den Alamannen, Bajuwaren und Langobarden in Gebrauch waren. Es wird vermutet, dass sie nicht nur das christliche Bekenntnis des Verstorbenen und seiner Angehörigen demonstrieren sollten, sondern auch als Apotropaia dienten, ihnen also eine Unheil abwehrende Funktion zugeschrieben wurde.

## Beschreibung und Verwendung
Die der Forschung bekannten Goldblattkreuze messen zwischen 2,1 und 14,2 cm, wobei die übliche Größe zwischen 5 und 10 cm liegt. Ein einzelnes Exemplar aus dem oberbayrischen Walda maß sogar 17 × 17 cm. Sie wurden mit einer groben Schere aus hauchdünnem Goldblech ausgeschnitten. Die Reinheit des verwendeten Goldes ist allerdings oft niedriger, als es in anderen Schmuckstücken des Frühmittelalters üblich war. In einigen Fällen kamen auch andere Materialien als Gold zum Einsatz (Silber, vergoldetes Silber, Bronze, Kupfer). Die Form der Objekte kann leicht variieren; meist entspricht sie einem griechischen Kreuz, seltener einem lateinischen Kreuz. Teilweise (vor allem in Italien) wurden die Stücke aus einem einzigen Goldblech gefertigt, teilweise wurden sie aber auch aus zwei oder mehreren übereinander gelegten Streifen zusammengesetzt. In vielen Fällen verbreitern sich die Arme nach außen hin – nördlich der Alpen in etwa der Hälfte der Fälle, südlich davon sogar bei der deutlichen Mehrzahl.
Häufig sind die Goldblattkreuze mit eingeprägten Figuren oder Mustern verziert, die oft wohl bereits vor Ausschneiden der Kreuzform aufgebracht wurden. Im langobardischen Siedlungsraum erfolgte eine wie auch immer geartete weitere Verzierung bei 60 % der Objekte, im alamannischen und bajuwarischen Gebiet bei 43 %. Der dafür betriebene Aufwand war jedoch üblicherweise relativ gering, häufig wurden bronzene Model für andere kunsthandwerkliche Erzeugnisse „zweckentfremdet“ oder Münzen als Stempel benutzt, ansonsten die Dekorationen mit dem Punziereisen aufgebracht oder völlig frei gestaltet. Ein eindeutig christliches Schmuckelement der Goldblattkreuze sind kleinere Kreuzzeichen im Zentrum oder auf den Armen; die bärtigen Männerköpfe, für die Kaisermünzen als Stempel dienten, werden als Christus-Darstellungen interpretiert. Darüber hinaus kamen aber auch geometrische Formen und sogar eigentlich heidnische Motive – im nordalpinen Raum Darstellungen im „germanischen Tierstil“ – zur Abbildung.
Goldblattkreuze haben an den Enden der vier Arme und gelegentlich auch an den Kanten oder im Mittelteil kleine Löcher, durch die sie offenbar auf Textilien aufgenäht wurden. Die Kreuze werden häufig auf der Stirn- und Mundregion der Verstorbenen aufgefunden, was zu der Vermutung führt, dass sie auf eine Art Schleier genäht waren, der über dem Gesicht des Toten gelegt wurde. Angesichts der relativ beliebigen und häufig unsauberen Verzierung – so sind die Dekorationsmotive häufig seitlich abgeschnitten oder überschneiden sich unregelmäßig – scheinen sie meistens im Todesfall kurzfristig ohne nennenswerten künstlerischen Anspruch hergestellt und dem Verstorbenen beigegeben worden zu sein. Gelegentlich sind die kleinen Löcher zur Befestigung des Goldblattkreuzes ausgerissen und daraufhin durch neue Löcher direkt daneben ersetzt worden. Daran ist erkennbar, dass die Grabtücher mit dem Kreuzsymbol nicht erst bei der Grablege auf den Toten gelegt worden, sondern diesen mindestens bereits beim Trauerzug bedeckten, wobei sie verrutschen und die Goldkreuze abreißen konnten. Abnutzungsspuren, die auf eine längere Nutzung zu Lebzeiten hindeuten würden, weisen die Objekte allerdings nicht auf. In der Archäologie werden Goldblattkreuze als sogenannte „Tabu-Beigaben“ bezeichnet, da sie oft trotz ihres Materialwertes auch durch Grabräuber nicht mitgenommen wurden, sondern – wohl wegen ihrer sakralen Bedeutung – beim Leichnam verblieben.
Goldblattkreuze wurden im Regelfall als Einzelstück in das Grab beigegeben, nur in wenigen Fällen sind mehrere Exemplare in einem Grab feststellbar. So ließ sich bei zwei Grablegen in der alamannischen Siedlung Lauchheim-Mittelhofen (Grab 25 und Grab 27) nachweisen, dass auf ein über den Körper gelegtes Tuch gleich fünf schlichte Kreuze aus Goldblech genäht und wie die Punkte auf der Fünf-Augen-Seite eines Würfels angeordnet wurden. Demnach dürften sich zwei Stück seitlich des Kopfes, eines auf der Brust und die letzten beiden auf beiden Seiten des Bauches befunden haben.

## Verbreitung und Deutung
Die Sitte der Beigabe von Goldblattkreuzen kam in der zweiten Hälfte des 6. Jahrhunderts ungefähr zeitgleich bei den Alamannen und Langobarden auf, wobei alle bekannten Exemplare, deren Fundkontext bekannt ist, in Gräbern aufgefunden wurden. Nördlich der Alpen wurden bisher an die 100 Goldblattkreuze gefunden, deren Verbreitung sich auf inneralamannisches und seltener auch auf bajuwarisches Gebiet konzentriert. Aus dem Gebiet der Langobarden sind dagegen über 300 Kreuze bekannt. Aus diesem Grund galt in der älteren Forschung Italien als Ursprung dieses Grabbrauchs, das dortige spätantike romanische Christentum als maßgeblicher Einfluss für seine Entstehung. Er sei dann von den Langobarden nach ihrer Einwanderung auf die Apenninhalbinsel aufgegriffen worden und habe sich aufgrund von deren kulturellen Einflüssen auf die Alamannen und Bajuwaren auch nördlich der Alpen ausgebreitet. Eine systematische Auswertung der Funde von Goldblattkreuzen durch Martina Terp-Schunter hat allerdings ergeben, dass die Sitte der Goldblattkreuze bei den drei Volksgruppen parallel entwickelt worden ist. Sie nimmt daher an, dass ihr Ursprung im mittleren Donaubecken liegt, wo die Langobarden vor ihrem Zug nach Italien gesiedelt hatten und wo mit den ebenfalls aus Metallblech bestehenden kreuzförmigen Sargverzierungen der Awaren auch eine mögliche Inspirationsquelle vorhanden war.
Vereinzelte Funde von Goldblattkreuzen wurden in England, Syrien, Ägypten und auf Sardinien gemacht. In den Siedlungsgebieten der Franken und Westgoten dagegen ist bis auf zwei Funde im Kölner Raum kein einziges Exemplar bekannt geworden, obwohl ihre Bestattungsbräuche denen der Alamannen, Langobarden und Bajuwaren in vielen Punkten ähnelten.
Die frühere Forschung brachte die Goldblattkreuze nördlich der Alpen mit einer abgegrenzten Gruppe der Oberschicht in Verbindung, die von den arianischen Langobarden aus christianisiert worden sei, den „Goldblattkreuz-Christen“. Ihr wurde eine zweite Adelsschicht der gleichen Region gegenübergestellt, die kulturell und religiös vor allem durch die katholischen Franken und ihre iroschottischen Missionare beeinflusst gewesen sei und keine Goldblattkreuze verwendet, dafür ihre Toten in Kirchenräumen bestattet haben soll. Es habe sich also um zwei miteinander konkurrierende Missionsbewegungen gehandelt, die mit ihren verschiedenen Grabbräuchen im alamannisch-bajuwarischen Raum aufeinandergetroffen seien und von denen sich nach einer Phase der Koexistenz die fränkische durchgesetzt habe. Aktuelle systematische Untersuchungen sind jedoch zu dem Ergebnis gekommen, dass die Kirchenbestattung und die Beigabe eines Goldblattkreuzes sich im frühmittelalterlichen Süddeutschland und der Nordschweiz keineswegs gegenseitig ausschlossen, dass es sich also um zwei parallel existierende Formen der Frömmigkeit handelte. Daher wurde die neue Forschungshypothese aufgestellt, dass Goldblattkreuze vor allem – aber eben nicht nur – dort zum Einsatz kamen, wo im frühen Mittelalter noch keine Kirche im näheren Umfeld existierte und damit die Möglichkeit fehlt, den eigenen christlichen Glauben durch eine Bestattung in oder bei einem sakralen Bauwerk zu unterstreichen. Mit dem Entstehen einer flächendeckenden kirchlichen Organisation und der Errichtung zahlreicher Pfarrkirchen und Klöster seien im 8. Jahrhundert diese Unterschiede weggefallen, sodass auch die Nutzung von Goldblattkreuzen durch neue Formen des Totengedenkens wie regelmäßige Fürbitten und Klosterstiftungen ersetzt wurde.

## Fundorte nördlich der Alpen
(Auswahl)
| - Andelfingen - Aulendorf - Biengen, Gräberfeld an der Krozinger Straße, Grab 14 (mit 14,2 cm das größte bekannte Goldblattkreuz) - Buggingen - Derendingen (Tübingen), Gräber: 4/1936, 5/1936 - Donzdorf, Grab 48 - Dotternhausen - Dunningen, Grab 16 - Lautlingen, Grab 1/1910 - Eislingen/Fils, Kreis Göppingen Grab 4/1957 - Esslingen-Sirnau, Grab 96 - Freiberg-Geisingen, Grab 1/1986 - Gammertingen, Gräber 9/1904, 21/1904 - Giengen an der Brenz, Grab 26 - Güttingen Grab 90 - Hintschingen, Grab 14 - Hüfingen, Gräber 212, 279 | - Kirchheim unter Teck, Gräber 85/1970, 149/1970, 155/1970 - Kötz-Großkötz, frühmittelalterliches Gräberfeld an der Frühlingsstraße - Klepsau (Krautheim), Grab 13 - Lauchheim: Friedhof Lauchheim-Wasserfurche, Gräber 0, 38, 450 und 458 und Siedlung Lauchheim-Mittelhofen Gräber 25 und 27 (insgesamt 14 gefundene Goldblattkreuze) - Meckenheim, Grab 39 - Nagold, Einzelfund aus St. Remigius - Neresheim, Grab 93 - Nordendorf, Reitergrab - Prittlewell, Essex, zwei Goldblattkreuze in einer Bestattung (erster Fund in Britannien, nördlichste Exemplare) - Oberiflingen (Schopfloch) - Pfahlheim, Gräber 4/1883, 9/1883, Fund 1893 - Pliezhausen, Grab 3/1929, Einzelfund - Rommerskirchen, Grab 136 (nördlichstes Stück auf dem Kontinent und möglicherweise jüngstes bekanntes Exemplar) - Sontheim an der Brenz, Grab 83 - Stuttgart-Untertürkheim - Ulm-Ermingen - Weingarten Kr. Ravensburg, Grab 615 - Walda, Grab 6 (größtes bekanntes Exemplar) - Wurmlingen (Landkreis Tuttlingen), Grabung Dorn 1906/08 |